# Lovasember

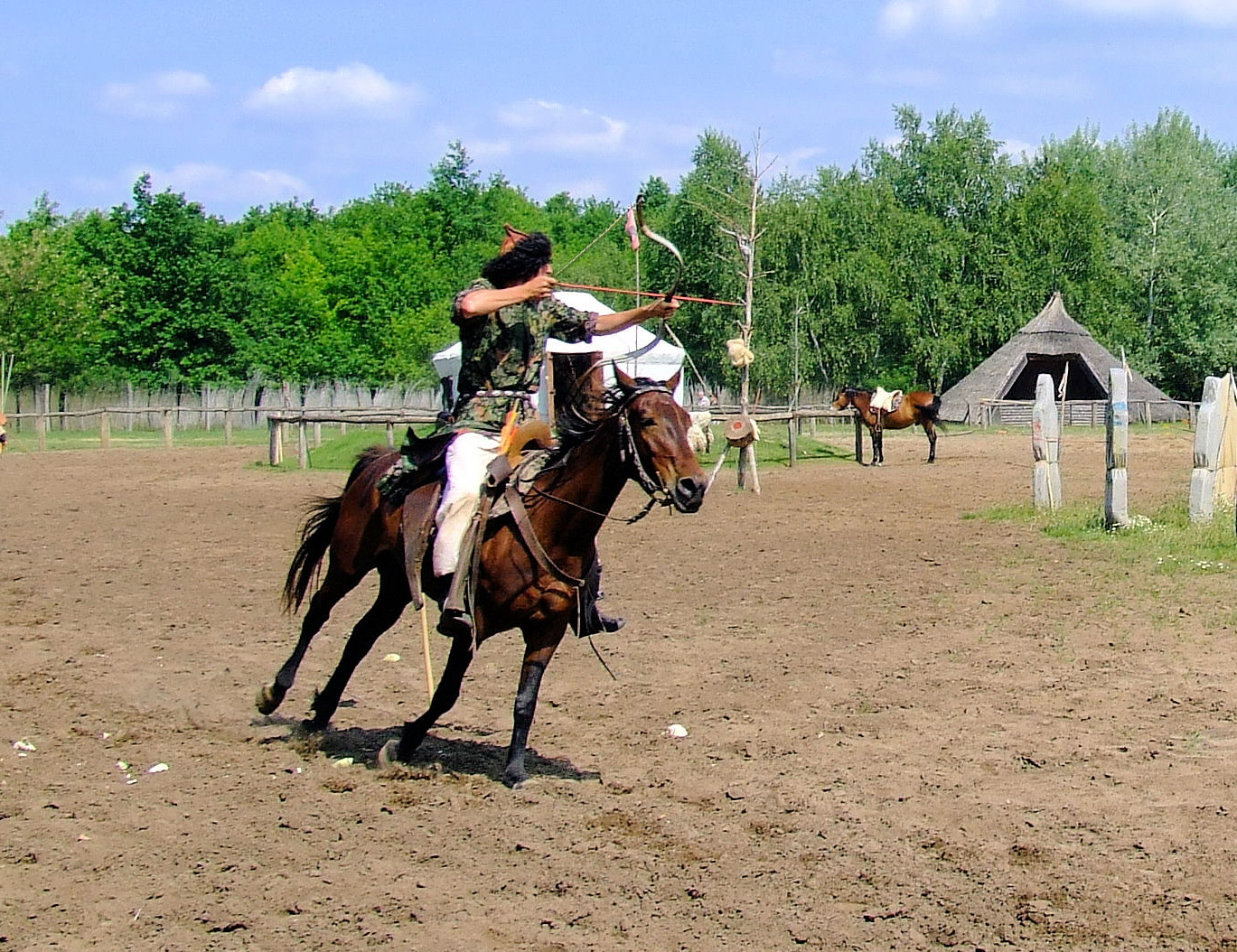
Lovasíjász egy ópusztaszeri bemutatón

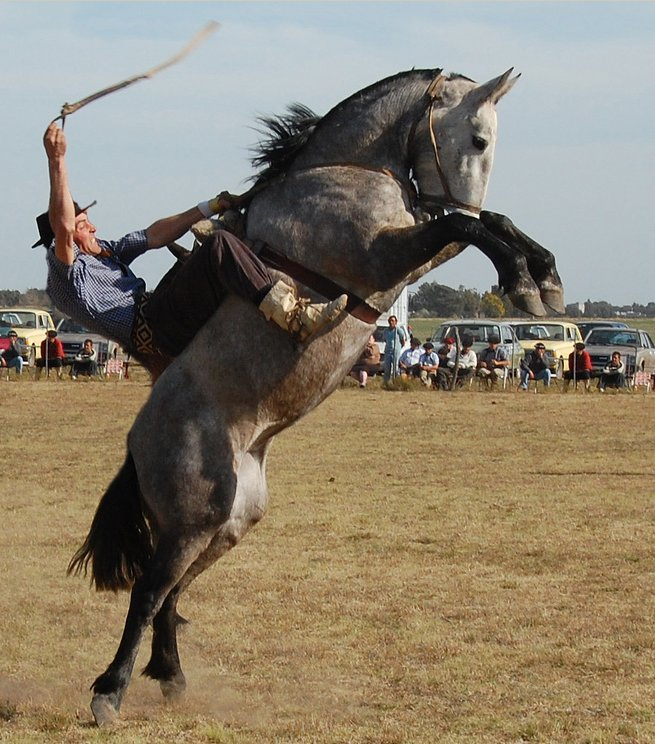
Argentin gaucsó a hátasán

Lovasember az, aki rendelkezik a lovakkal való foglalkozáshoz és lovagláshoz vagy hajtáshoz szükséges szakmai ismeretekkel, gyakorlattal, és képes a lovakkal kölcsönös tiszteleten alapuló jó viszonyt kialakítani. Ez az általános leírás magában foglalja mind a lovak gyakorlati, munkára való használatát, mind a szabadidős tevékenységeket, mind pedig a versenysportokat.

## A lovas tevékenységek áttekintése

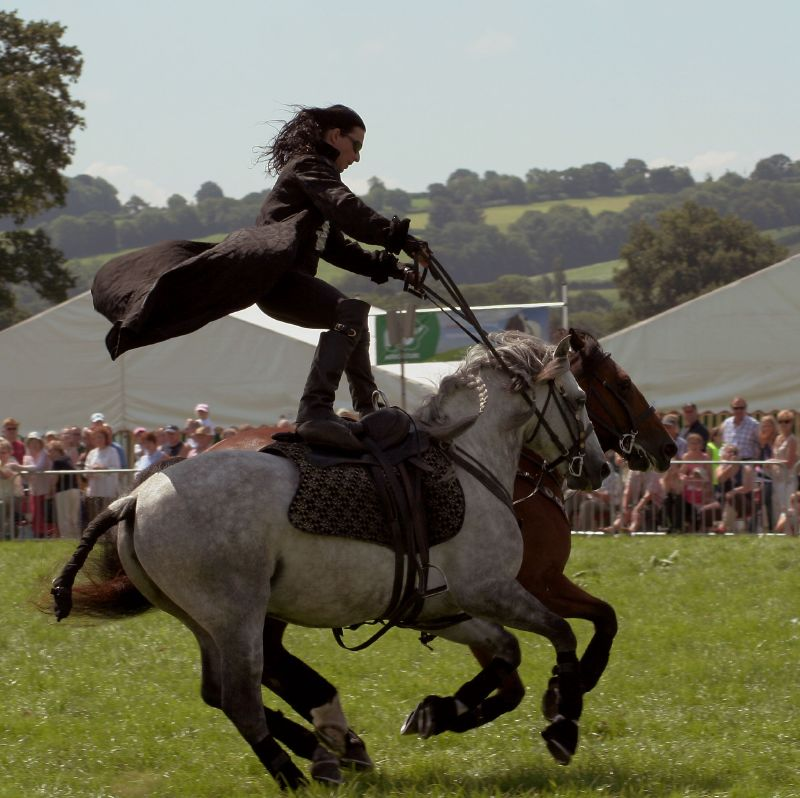
Trükklovas a devoni mezőgazdasági kiállításon

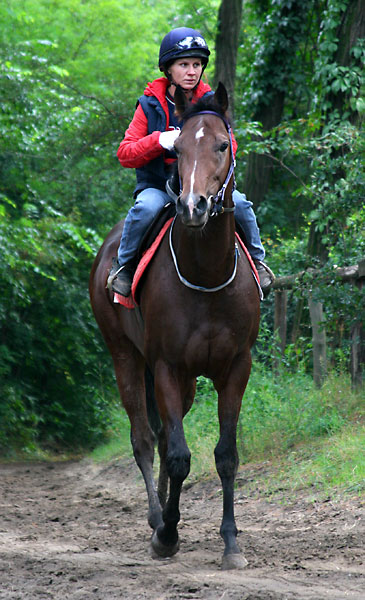
Budinszki Barbara Overdose munkalovasa

A lovakat kiképzik és lovagolják gyakorlati célokra például rendőrségi munkára vagy csorda állatok terelésére (puszta, ranch). Használják őket verseny sportra például díjlovaglás, távlovaglás, lovastusa, reining, díjugratás, tent pegging, lovastorna, lovaspóló, lóversenyzés, hajtás, vagy rodeó.  (Lovas sportokra további példák is vannak felsorolva a cikk alábbi részeiben.) A versenyek néhány népszerű formáját a lovas bemutatókon együtt szerepeltetik, és lovak a szakágak széles skáláján mutatják be tudásukat. Lovak (és más lóféléket, úgy mint az öszvéreket és szamarakat) használnak nem versenyszerű szabadidős lovaglásra, mint például a rókavadászat, a terep lovaglás vagy sétalovaglás. A világ majd minden táján vannak lovaglás céljából szabadon használható útvonalak. Sok park, ranch, és istálló kínál az érdeklődők számára lovaglási lehetőséget vezetővel vagy a nélkül. A lovakat ezen kívül használják még terápiás célokra. Egyrészt a speciális, mozgássérültek számára rendezett (paraequestrian) versenyeken, másrészt nem versenyszerű lovaglásra az emberi egészség és érzelmi fejlődés javítása céljából.
Továbbá hajtásra a ügetőversenyeken, a lovas bemutatókon és másfajta kiállításokon, történelmi játékokon vagy ünnepségeken, gyakran kocsik húzásara. A világ néhány részén, még mindig használják őket olyan gyakorlati célokra, mint a mezőgazdasági termelés.
A lovakat továbbra is használják közszolgálatra a hagyományos ünnepélyeken (felvonulások, temetések), rendőrségi és önkéntes lovas őrségi munka, valamint lovas keresés és mentés céljából.

## A ló használatának története
Bár vitatott a ló háziasításának és a lovaglás kezdetének a pontos időpontja, a legjobb becslés a lovaglás kezdetét illetően megközelítőleg időszámításunk előtt 4500 évre teszi. Közvetett bizonyítékok azt támasztják alá, hogy a ló lovaglása sokkal előbb kezdődött, mint a kocsiban való használata. Van néhány a Dnyeper folyó és a Don folyó vidékéről származó, körülbelül 6,000 éves lelet, melyek a zabla használatáról tanúskodnak, ugyanis egy ott eltemetett mén fogain a zabla használatára utaló kopásnyomokat találtak. Mindazonáltal, a lovak munkába vételét igazoló legegyértelműbb korai archeológiai bizonyítékok a lovak hajtásáról vannak. Körülbelül az i.e. 2500-ból származó harci szekeres temetések szolgáltatják a legközvetlenebb szilárd bizonyítékot a lovak munkára fogásáról. Az ősi idők harci szekeres hadviselését a csatalovak könnyű és nehéz lovassági használatbavétele követte. A lovak fontos szerepet töltöttek be az emberi történelem során az egész világon, mind a háborúkban mind a békés célok szolgálatában, mint például a közlekedés, kereskedelem és mezőgazdaság.

## Lóversenyzés
Úgy tűnik az emberek régóta vágynak arra, hogy melyik ló a gyorsabb (vagy mely lovak gyorsabbak), így a lóversenyzésnek ősi gyökerei vannak. Ügy tűnik, a fogadás a lóversenyeken kéz a kézben jár a versenyzéssel, és szintén hosszú történelme van. A telivér fajta kitűnő versenyló hírében áll, de más fajták is versenyeznek.

## Fordítás
- Ez a szócikk részben vagy egészben az Equestrianism című angol Wikipédia-szócikk ezen változatának fordításán alapul.  Az eredeti cikk szerkesztőit annak laptörténete sorolja fel. Ez a jelzés csupán a megfogalmazás eredetét és a szerzői jogokat jelzi, nem szolgál a cikkben szereplő információk forrásmegjelöléseként.